# São José do Cerrito
São José do Cerrito est une ville brésilienne de l'intérieur de l'État de Santa Catarina.

## Géographie
São José do Cerrito se situe par une latitude de 27° 39' 46" sud et par une longitude de 50° 34' 48" ouest, à une altitude de 910 mètres.
Sa population était de 9 273 habitants au recensement de 2010. La municipalité s'étend sur 946 km2.
Elle fait partie de la microrégion de Campos de Lages, dans la mésoregion Serrana de Santa Catarina.

## Histoire
La colonisation de la région commence au XIXe siècle, avec l'exploration des alentours de Lages par les bandeirantes de l'État de São Paulo. La fondation de la ville eut lieu à l'emplacement de la première chapelle, non loin du rio Caveiras. Pendant de nombreuses années, la ville se nomma Caru, nom indigène signifiant « fort et courageux ». En 1953, la municipalité prend le nom de São José do Cerrito, en hommage au patron de la première chapelle, São José (« Saint Joseph » en français).

## Infrastructures
La municipalité souffrait d'un manque évident d'infrastructures, le principal problème étant l'état des routes et surtout de la BR-282, qui est une  route fédérale et qui traverse toute la municipalité. Par temps pluvieux, certaines sont très dangereuses voire impraticables.
En 2006, le tronçon de la BR-282 reliant Cerrito à Lages a été goudronné. Auparavant il fallait près de deux heures pour relier les deux villes. En 2007, les travaux ont continué et la BR-282 est déjà pratiquement asphaltée jusqu’au pont de la rivière Canoas. À court terme la construction va permettre de faciliter les relations internes la municipalité avant de relier Cerrito aux autres municipalités une fois le passage de la rivière Canoas effectif.

## Agriculture
Traditionnellement, la culture dominante dans la municipalité est la biculture du maïs et du haricot. Ces cultures représentaient, il y a encore peu de temps, 97 % de la surface cultivée et 91 % du total de la production agricole de la municipalité. Le tabac et l'oignon sont aussi des cultures répandues dans la région, mais on les rencontre essentiellement chez des agriculteurs ayant un niveau de vie plus élevé.
Actuellement, l'agriculture de São José do Cerrito connaît une crise à cause de la sécheresse qui sévit dans la région depuis plus de trois ans. Alors que cela n'était jamais arrivé dans la municipalité, l'eau vient à manquer et les sources et ruisseaux s'assèchent. Le maïs et le haricot étant des cultures très sensibles à la sécheresse, un manque d'eau important peut provoquer une perte totale de la production. L’année dernière, beaucoup d’agriculteurs ont entièrement perdu leur production de maïs, les pieds étant morts faute d’eau. Pour y remédier, une assurance du gouvernement fédéral a été débloquée, le Proagro, mais elle ne s’adresse qu’aux agriculteurs ayant déjà pris un PRONAF et appartenant aux groupes C, D et E.
Ces difficultés se sont cumulées à une baisse significative du prix des sacs de maïs et surtout du haricot. Les prix ont baissé de 25 % entre 2005 et 2006 et la tendance se confirme en 2007. Quant aux prix du maïs ils restent relativement bas, aux alentours de 20 R$.
Face à la chute des cours des productions de maïs et de feijão et aux sécheresses successives et sur les conseils de l’EPAGRI locale la tendance est au développement de l’élevage bovin à la fois pour la production de lait et pour la viande.
Aussi, d’après le dernier sondage IBGE (Institut brésilien de géographie et de statistiques), il y a 2 042 établissements agricoles dans la municipalité dont 82,5 % ont une surface inférieure à 50 ha, 10,5 % ont une superficie entre 50 ha et 100 ha et à peine 7 % ont une superficie de plus de 100 ha.
La conjonction de l’ensemble de ces éléments explique pourquoi la municipalité de Saõ José de Cerrito se caractérise par une grande précarité agricole. La valeur brute de la production (VBP) est de 905 R$ par mois, soit trois fois inférieure à la moyenne nationale. Les agriculteurs ont très peu recours à la mécanisation, seulement pour certains travaux particuliers comme le labour. La traction animale et le travail manuel sont donc prédominants. Cependant, il y a une grande utilisation de produits phytosanitaires sans appuis techniques. Les agriculteurs ont donc tendance à utiliser plus de produits que ce qu’il ne serait nécessaire. Cela provoque d’importantes pollutions des sols qui perdent leur fertilité, entraînant une baisse de la productivité. L’utilisation des agro toxiques se faisant sans aucune précaution, beaucoup d’agriculteurs se retrouvent avec des ennuis de santé.
Ce constat global explique pourquoi le modèle de la propriété familiale dont l’activité est basée sur une agriculture de subsistance est encore très présent

## Exploitation forestière
En dehors du commerce et de l'agriculture, l'activité économique locale est basée sur l'exploitation et la transformation du bois.
La conséquence directe du développement de cette activité est celle de la reforestation de pins américains : pinus americanus dont l'impact environnemental et paysager est négatif.
Cet arbre qui n'est pas natif de la région à ces dernières décennies largement pris le pas sur l'araucaria (araucaria angustifolia), qu'il concurrence par une croissance trois fois plus rapide (20 ans contre 80 ans), à défaut de fournir un bois d'une qualité équivalente.
Les forêts de pin américain plantées sur des centaines d'hectares possèdent sur le plan de la biodiversité une richesse largement inférieure aux forêts natives d'araucaria. De plus ce développement a un impact important sur les ressources hydriques puisque le pin américain, du fait de sa croissance rapide puise énormément d'eau dans le sol, près de 20 L par jour. Cette reforestation participe de plus au phénomène de sécheresse dans la région et à la destruction de la forêt native d’araucaria.

## Démographie
São José do Cerrito fait partie des 75 % de municipalités qui comptent moins de 15 000 habitants. Sa population actuelle est de 9 505 habitants dont les 3/4 en zone rurale. Elle compte aussi 2 800 retraités soit 28 % de sa population. D’après le maire actuel, les retraites assureraient l’économie de la municipalité. L’activité principale de Cerrito est l’agriculture familiale.
Face aux difficultés économiques rencontrées au niveau local et énoncées précédemment, en trente ans, la population a diminué de plus d’un tiers. Quand les habitants de l’intérieur de Cerrito ne partent pas pour le centre de la municipalité, dont la taille a doublé en 30 ans, la majorité d’entre eux partent pour les grandes villes de l'État : Lages, Florianópolis, Fraiburgo, Blumenau et Joinville. Aujourd’hui encore, nombreux sont les jeunes qui partent pour la ville où dans d’autres régions rurales pour travailler.

## Lutte contre la pauvreté
L'IDH-M (Indice de développement humain Municipal) de la municipalité est de 0,731 (source PNUD 2002). Il s’agit de l'un des plus faibles de l'État. Seules trois autres municipalités ont un IDH-M plus faible (Cerro Negro, Capão Alto et Brunópolis).
Le « plan pluriannuel (2000-2001) » du secrétariat municipal de l’assistance sociale indique qu'un tiers des familles Cerritenses intègrent le groupe « familles vulnérabilisées ». En tout, ce sont 824 familles qui sont inscrites au programme « communauté solidaire » du gouvernement fédéral. Il s’agit d'une aide sous forme de paniers basiques distribués mensuellement. Selon le secrétariat municipal d'assistance sociale, 913 familles de la municipalité sont enregistrées pour les « bourses familiales » du gouvernement fédéral, parmi elles, 630 les reçoivent, la valeur est entre 15 R$ et 90 R$ par mois. Au total, la municipalité reçoit 40 000 R$ venant de ces bourses.

## Tourisme
La ville est le siège de diverses fêtes: 
- Festa do Feijão (« Fête du Haricot »), tous les deux ans (les années paires), au mois d'avril, avec dégustations, présentation de produits agricoles et animations
- Feira do Terneiro e Gado Geral, tous les ans, au mois d'avril, exposition et commerce d'animaux
- Festa de São Pedro (« Fête de Saint Pierre »), tous les ans, le 29 juin se fête le saint patron de la ville

## Villes voisines
São José do Cerrito est voisine des municipalités (municípios) suivantes :
- Curitibanos
- Correia Pinto
- Lages
- Campo Belo do Sul
- Cerro Negro
- Abdon Batista
- Vargem
- Brunópolis